# Carex frankii
Carex frankii är en halvgräsart som beskrevs av Carl Sigismund Kunth. Carex frankii ingår i släktet starrar, och familjen halvgräs. Inga underarter finns listade i Catalogue of Life.

## Bildgalleri

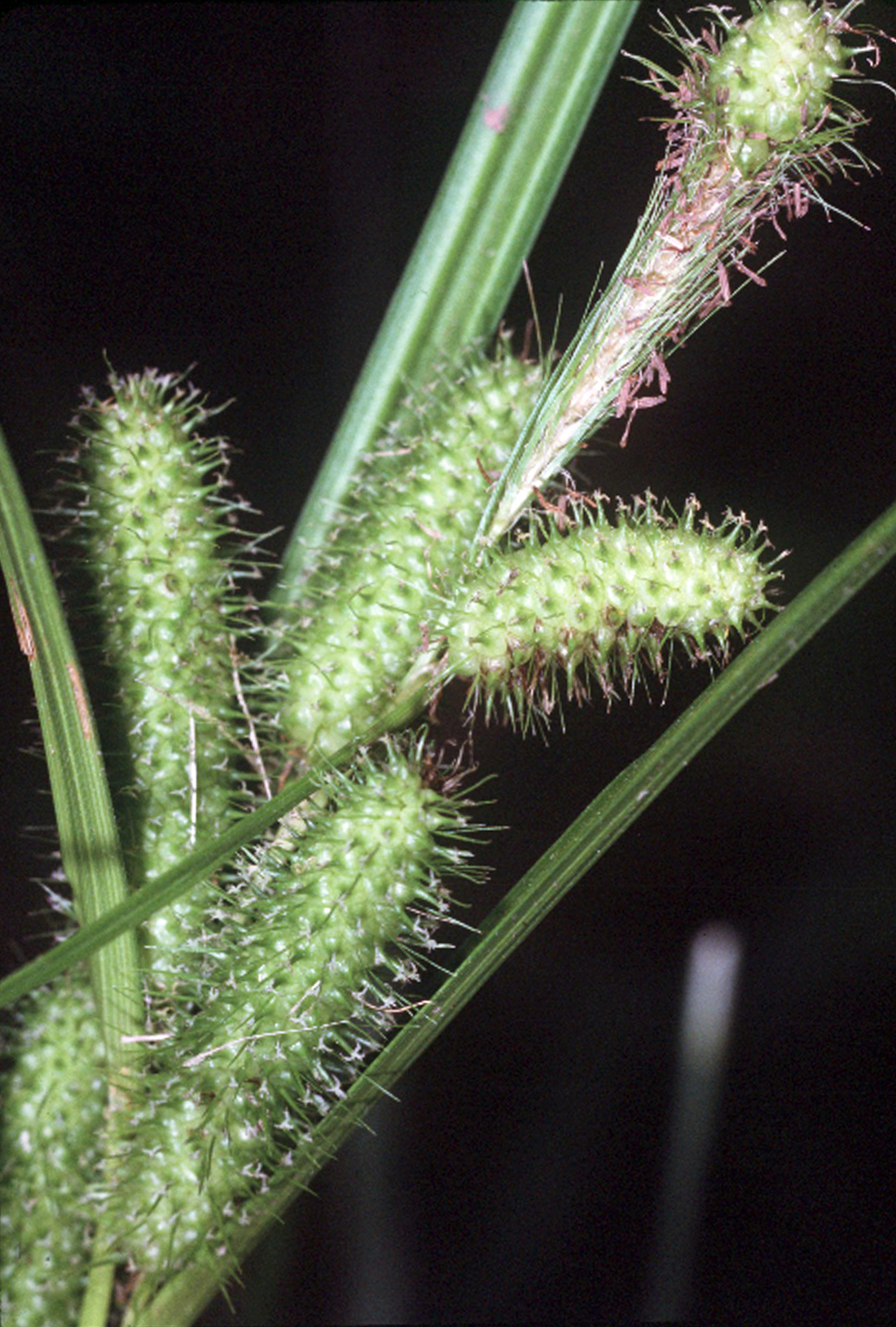